# Changko Corona
Changko Corona est une corona, formation géologique en forme de couronne, située sur la planète Vénus par 10,9° N et 6,2° E. Elle est localisée dans le quadrangle de Sappho Patera. Elle a été nommée en référence à Changko, mère Kachin de tous les humains (Birmanie/Myanmar). 

## Géographie et géologie
Changko Corona couvre une surface circulaire d'environ 200 km de diamètre. 